# Santa Eufémia (Penela)
Santa Eufémia ist eine ehemalige Gemeinde in Portugal.

## Verwaltung
Sante Eufémia war eine Gemeinde (Freguesia) im Kreis (Concelho) von Penela. Am 30. Juni 2011 hatte die Gemeinde 1761 Einwohner auf einer Fläche von 25,1 km².
Folgende Orte und Ortsteile gehörten zur Gemeinde:
| - Besteiro - Camela - Caldeirão - Carregã - Carvalhais - Carvalhinhos - Casal Pinto - Cerejeiras - Chãs - Coidel | - Cova da Lapa - Dueça - Estrada de Viavai - Farelo - Fetais Fundeiros - Fojo - Freixiosa - Nogueiras das Cerejeiras - Pastor - Penela | - Ponte da Veia - Ponte do Espinhal - Porto Judeus - Poupa - Serradas da Freixiosa - Sr.ª da Glória - Torre Chão Pereiro - Vale do Espinhal - Viavai - Vieiros |

Im Zuge der kommunalen Neuordnung Portugals am 29. September 2013 wurde die Gemeinde Santa Eufémia mit São Miguel und Rabaçal zur neuen Gemeinde União das Freguesias de São Miguel, Santa Eufémia e Rabaçal zusammengeschlossen. Sitz der neuen Gemeinde wurde São Miguel.